# استرونینو
شهر استرونینو (به روسی: Струнино) در کشور روسیه و در اوبلاست ولادیمیر واقع شده‌است.